# Tarachodes basinotatus
Tarachodes basinotatus är en bönsyrseart som beskrevs av Max Beier 1957. Tarachodes basinotatus ingår i släktet Tarachodes och familjen Tarachodidae. Inga underarter finns listade i Catalogue of Life.